# Livistona
Livistona es un género con 34 especies de plantas con flores perteneciente a la familia  de las palmeras (Arecaceae).

## Distribución
Es originario del nordeste tropical de África, Sur de Yemen, Bangladés hasta Japón y Australia.

## Taxonomía
El género fue descrito por Hermann Wendland y publicado en Victorian Naturalist; Journal and Magazine of the Field naturalist's Club of Victoria 9: 112. 1892.
Etimología
Livistona: nombre genérico otorgado en honor de Patrick Murray, Barón Livingstone, quien construyó un jardín en su finca de Livingstone, al oeste de Edimburgo, Escocia, en la última parte del siglo XVII.

## Especies
- Livistona alfredii F.Muell., Victorian Naturalist 9: 112 (1892).
- Livistona australis (R.Br.) Mart., Hist. Nat. Palm. 3: 242 (1838).
- Livistona benthamii F.M.Bailey, Queensl. Fl. 5: 1683 (1902).
- Livistona brevifolia Dowe & Mogea, Palms (1999+) 48: 201 (2004).
- Livistona carinensis (Chiov.) J.Dransf. & N.W.Uhl, Kew Bull. 38: 200 (1983).
- Livistona chinensis (Jacq.) R.Br. ex Mart., Hist. Nat. Palm. 3: 240 (1838).
- Livistona chocolatina Dowe, Palms (1999+) 48: 199 (2004).
- Livistona concinna Dowe & Barfod, Austrobaileya 6: 166 (2001).
- Livistona drudei F.Muell. ex Drude, Bot. Jahrb. Syst. 16(39): 11 (1893).
- Livistona decipiens Becc. ex Chabaud .
- Livistona eastonii C.A.Gardner, For. Dept. Bull., W. Austral. 32: 36 (1923).
- Livistona endauensis J.Dransf. & K.M.Wong, Malayan Nat. J. 41: 121 (1987).
- Livistona exigua J.Dransf., Kew Bull. 31: 760 (1977).
- Livistona fulva Rodd, Telopea 8: 103 (1998).
- Livistona halongensis T.H.Nguyen & Kiew, Gard. Bull. Singapore 52: 198 (2000).
- Livistona humilis R.Br., Prodr.: 268 (1810).
- Livistona inermis R.Br., Prodr.: 268 (1810).
- Livistona jenkinsiana Griff., Calcutta J. Nat. Hist. 5: 334 (1845).
- Livistona kimberleyana Rodd, Telopea 8: 121 (1998).
- Livistona lanuginosa Rodd, Telopea 8: 82 (1998).
- Livistona lorophylla Becc., Webbia 5: 18 (1921).
- Livistona mariae F.Muell., Fragm. 8: 283 (1874).
- Livistona merrillii Becc. in J.R.Perkins & al., Fragm. Fl. Philipp.: 45 (1904).
- Livistona muelleri F.M.Bailey, Queensl. Fl. 5: 1683 (1902).
- Livistona nitida Rodd, Telopea 8: 96 (1998).
- Livistona papuana Becc., Malesia 1: 84 (1877).
- Livistona robinsoniana Becc., Philipp. J. Sci., C 6: 230 (1911).
- Livistona rotundifolia (Lam.) Mart., Hist. Nat. Palm. 3: 241 (1838).
- Livistona saribus (Lour.) Merr. ex A.Chev., Bull. Écon. Indochine, n.s., 21: 501 (1919).
- Livistona surru Dowe & Barfod, Austrobaileya 6: 169 (2001).
- Livistona tahanensis Becc., Webbia 5: 17 (1921).
- Livistona tothur Dowe & Barfod, Austrobaileya 6: 171 (2001).
- Livistona victoriae Rodd, Telopea 8: 123 (1998).
- Livistona woodfordii Ridl., Gard. Chron. 1898(1): 177 (1898).